# Doleschallia tenimberensis
Doleschallia tenimberensis är en fjärilsart som beskrevs av Hans Fruhstorfer 1912. Doleschallia tenimberensis ingår i släktet Doleschallia och familjen praktfjärilar. Inga underarter finns listade i Catalogue of Life.